# かっぴー
かっぴー（1985年 - ）は、日本の漫画家、漫画原作者。株式会社なつやすみの代表取締役社長。男性。神奈川県出身。武蔵野美術大学出身。

## 来歴
漫画家に憧れを抱いたのは小学生のころである。中学時代、絵が上手で漫画家になると思っていた同級生が絵を描いていないと知りショックを受け、漫画家になることを諦める。2009年、広告代理店の東急エージェンシーへ入社。2014年、Web制作会社の面白法人カヤックに転職。2015年9月、『フェイスブックポリス』をWebサイトに投稿した漫画が話題となり、会社を辞め漫画家になる。2016年に独立した際は「5年間ぐらいは絶対に広告漫画バブルがある」、「漫画家として軌道に乗らなかったら、別に代理店に戻ればいい」と考えていた。「終わるかもしれない、でも休みの間は楽しい」という思いをこめて、会社名を「株式会社なつやすみ」に決めている。「勝算があると思うのであれば自分の力を信じて挑み続けることが大切」だと語っている。

## 人物
「自分が好きなもの、影響を受けたもの」を漫画に登場させている。

### スニーカー
「作中のキャラクターに着用スニーカーのブランドを設定する」ほどのスニーカーフリークである。
「どうしてそれを選んだか？」を重視して、キャラクターが履く靴を設定している。かっぴーは「普段から人の足元は気にして」おり、実際に「かっこ良くスニーカーを履いてる人」にその質問をするという。

## 作品リスト

### 漫画作品
- SNSポリス（『kakeru』2015年 - 2016年[9]） - 前身は『フェイスブックポリス』[10]。単行本の刊行タイトルは『SNSポリスのSNS入門』[10]。
- おしゃ家ソムリエおしゃ子!（『おうちマガジン』2015年→『ROOMIE』2016年[11]）
- バズマン（『週刊SPA!』2016年5月3日・5月10日合併号[12] - ） - 紙媒体での初連載作[12]。
- 8月8日（チョコラBB公式サイト、2016年[13]） - リレーマンガ[13]。
- いつか絶対おっさんになるキミへ（『FINEBOYS』2016年 - ）
- 左ききのエレン（『cakes』2016年3月24日 - 2017年9月21日）
  - 左ききのエレン HYPE（『cakes』2019年3月29日[14] - ） - 第2部。
  - リメイク版（作画：nifuni、『少年ジャンプ+』2017年10月7日[15] - 2022年10月8日） - 原作担当。
- 金子金子の家計簿（『FROGGY』[注釈 1]2016年11月[16] - ）
- みーはーちゃんねる（『SPUR』2017年4月号 - ）
- アントレース（作画：春瀬隼、『ジャンプSQ.CROWN』2017 SUMMER[17]→『ジャンプスクエア』2018年5月号[18] - 2019年3月号） - 原作担当。
- おしゃ子のテレビチェック!（NHKのキャンペーンサイト「どーも、マンガです。」2017年9月6日[19]）
- アイとアイザワ（作画：うめ、『マンガトリガー』2018年2月22日[20] - 2019年） - 原作担当。
- 15分の少女たち-アイドルのつくりかた-（作画：戸井理恵、『ビッグコミックスピリッツ』2021年44号[21][22] - 2023年20号[23]） - 原作担当[23]。
- 晴天のデルタブイ（線画：かもとも、着色：ししゃも、背景：スタジオアッツー、制作：INCLUSIVE株式会社・株式会社ナンバーナイン、監修：インターステラテクノロジズ株式会社、協力：北海道大樹町・SPACE COTAN株式会社[24]、『LINEマンガ』・『eBookJapan』2023年2月7日[25] - ） - 原作担当[25]。
- ブラパト！ ブランドパトロール 本日も異常なし！（漫画：大久保ヒロミ、『Souffle』2024年3月29日[26] - ） - 原作担当[26]。
- 大人大戦（作画：都築真佐秋、『少年ジャンプ+』2025年4月5日[27] - ） - 原作担当[27]。

### その他
- 青の祓魔師10周年記念本『AOEX10』[28]（2020年）
- ちょっと盛ってもいいんじゃない?! カルチャートークの嘘と本音（『Maybe!』vol.10[29]）
- 渡辺淳之介との対談（『ビッグコミックスピリッツ』2022年23号[30]）

## 出演
- SKE48のおしゃべりマンガサロン（2018年5月29日[31]） - 初回ゲスト出演[31]。
- 映画 WE ARE LITTLE ZOMBIES（2019年6月14日公開[32]）
- 踊る!さんま御殿!!（2024年1月23日放送[33]、日本テレビ系列）
- お笑い4コマパーティー ロロロロ（2024年4月24日放送[34]、日本テレビ系列）